# 納蘭霍縣
10°6′23″N 84°23′23″W / 10.10639°N 84.38972°W
納蘭霍縣（西班牙語：Cantón de Naranjo），是哥斯達黎加的縣份，位於該國西北部，由阿拉胡埃拉省負責管轄，首府設於納蘭霍，始建於1867年7月24日，面積126.62平方公里，海拔高度1,017米，2011年人口42,713人，人口密度每平方公里337.33人。